# Code forestier
Un code forestier est un recueil de textes réglementaires et législatifs concernant l'exploitation des forêts et, éventuellement, leur protection et celle des écosystèmes ou des populations qui en dépendent. Le droit de nombreux pays n'emploie pas le mot de « code » mais des expressions telles que loi forestière, ou de loi sur la forêt.
Pour faciliter l'exploitation forestière de nouveaux territoires, ou pour répondre à la convention sur la forêt et à la convention de Rio sur la biodiversité, ou en Europe à la convention d’Helsinki, ou pour mieux prendre en compte les données scientifiques et techniques concernant la forêt, divers pays ont mis à jour leur code forestier, dont la Russie qui gère ou possède 882 millions d'hectares boisés, soit 1/4 de la forêt mondiale, avec près de 50 % des résineux du monde qui a un nouveau code forestier depuis le 1er janvier 2007, qui souhaite pouvoir plus largement exploiter la taïga.
Il ne faut pas les confondre avec les chartes ou les codes éthiques ou codes déontologiques qui accompagnent certaines démarches forestières telles que le Code d'éthique du CIF/IFC au Canada. Les codes forestiers sont d'application obligatoire, ce qui n'empêche pas le propriétaire d'aller plus loin que ce socle minimal s'il le souhaite. En revanche, la charte des forêts, probablement la première de ce genre, établie en 1217, au royaume d'Angleterre par décret royal avait force de loi.

## Le code forestier en Belgique

### Région wallonne
Le code forestier est en Belgique aujourd'hui régionalisé ; le code forestier wallon qui datait de 1854 et était essentiellement axé sur les aspects commerciaux de la forêt a été entièrement toiletté et complété. Sa nouvelle version a été adoptée, plus de 150 ans après la précédente par le Parlement wallon le 15 juillet 2008, après presque 10 ans de discussions. Il priorise clairement le développement et la protection de la multifonctionnalité de la forêt, dans un objectif de développement soutenable de la filière bois et des habitats forestiers. Son article 1er stipule que :
« Les bois et forêts représentent un patrimoine naturel, économique, social, culturel et paysager. Il convient de garantir leur développement durable en assurant la coexistence harmonieuse de leurs fonctions économiques, écologiques et sociales. (…) Le développement durable des bois et forêts implique plus particulièrement le maintien d’un équilibre entre les peuplements résineux et les peuplements feuillus, et la promotion d’une forêt mélangée et d’âges multiples, adaptée aux changements climatiques et capable d’en atténuer certains effets ».
Ce code introduit :
- la suppression des droits de succession ;
- l'encouragement à la production de bois de qualité, tout en contribuant au cycle du carbone et au maintien de la « santé et de la vitalité des écosystèmes forestiers » ;
- « le maintien, la conservation et l’amélioration de la diversité biologique dans les écosystèmes forestiers ». Par exemple, pour protéger les communautés saproxyliques, l'art. 71 impose dans les bois et forêts des personnes morales de droit public le maintien d’arbres morts ou chablis d’un diamètre supérieur à quarante centimètres, à concurrence de deux arbres par hectare (sauf cas justifiés par la sécurité ou raisons économiques) dans les forêts de feuillus. En peuplements résineux, le décret impose le maintien des quilles d’arbres cassés et des arbres desséchés, y compris dans les mises à blanc (à concurrence de deux arbres par hectare). Au moins un arbre d’intérêt biologique doit être maintenu par superficie de 2 hectares (arbre de dimensions exceptionnelles et/ou à cavité) ;
- « le maintien et l’amélioration des fonctions de protection dans la gestion des bois et forêts, notamment le sol et l’eau » (l'art. 46 « interdit d’occasionner des dégâts au sol provoquant une altération prolongée de celui-ci » et l'article 57 promeut notamment le « débardage au cheval, en vue d’assurer la protection des sols et des cours d’eau » ;
- une priorité aux usages doux de la forêt (promenade, cyclisme, équitation), avec des zones spécifiquement réservées aux mouvements de jeunesse et l'interdiction de toute circulation d'engins motorisés (4x4, quads, motos…). Le Gouvernement peut (Art. 14) temporairement limiter ou interdire la circulation en cas de risque d’incendie, de menace pour la faune et la flore, de risque de perturbation significative de la quiétude de la faune, ou pour des raisons d’ordre sanitaire ou liées à la sécurité des personnes. Chiens et autres animaux de compagnie doivent désormais être tenus en laisse (Art. 18). Les articles 20 et 21 réglementent beaucoup plus strictement que dans l'ancien code l'accès des piétons, cyclistes, skieurs, conducteurs d’animaux de trait, de charge, de monture ou d’élevage… ;
- une interdiction de l'usage des pesticides (herbicides, fongicides et insecticides) ;
- une interdiction (Art. 35) de - « sans motif légitime » - « accomplir tout acte de nature à, de manière significative, perturber la quiétude qui règne dans les bois et forêts, déranger le comportement des animaux sauvages ou nuire aux interactions entre les êtres vivants, animaux et végétaux et leur environnement naturel » ;
- l'obligation de création de nouvelles réserves naturelles intégrales ; toute personne morale de droit public propriétaire de plus de 100 hectares boisés (« en un ou plusieurs massifs ») doit au moins en peuplements feuillus, mettre en réserve naturelle intégrale au moins 3 % de la superficie totale de ces peuplements ;
- une réglementation possible par le Gouvernement des conditions d’épandage des amendements et des fertilisants du sol (Art. 41) ;
- une réglementation stricte des régénérations artificielles qui doivent (sauf dérogation par décret) se faire avec les essences du fichier écologique des essences édité par le gouvernement ;
- une limitation des grandes coupes rases et l'obligation de restaurer des lisières plus naturelles (zone arbustive constituant un ourlet protecteur pour la forêt). Le § 4 de l'art. 71 impose « la création d’un cordon d’espèces feuillues arbustives d’au moins dix mètres de large pour les nouvelles régénérations en lisière externe de massif » ;
- une réglementation des coupes : l'art. 38 interdit toute coupe de plus de 5 hectares en peuplements dont la surface terrière est de plus de 50 % de résineux, et toute coupe de plus de 3 hectares en peuplements dont la surface terrière est de plus de 50 % de feuillus. Une coupe nouvelle est interdite si elle est « distante, en l’un de ses points, de moins de 50 m d’une coupe antérieure vieille de moins de 3 ans entamée après l’entrée en vigueur du présent Code dont les effets cumulés avec cette coupe antérieure aboutiraient, sur les biens d’un même propriétaire, aux effets d’une coupe visée au § 1er » (sauf pour certaines coupes « urgentes », après autorisation d'un agent désigné par le Gouvernement, et au vu d'un document simple de gestion d'au moins 20 ans, avec engagement du propriétaire à le réaliser ;
- interdiction (sauf dérogation) du drainage (et d'entretien de drain) des parcelles en régénération forestière et sur une bande de 25 m de part et d’autre des cours d’eau, à moins de 25 m autour des sources et des zones de suintement, à moins de 100 m autour des puits de captage, à moins de cent mètres autour des lacs de barrage et dans les sols tourbeux, paratourbeux et hydromorphes à nappe permanente, tels que déterminés par la carte pédologique de la Région wallonne ;
- obligation de planter des arbres adaptés à la station forestière (conditions climatiques et pédologiques, tout en protégeant l'eau et certains sols (le § 5 de l'art. 71 interdit la plantation de résineux « sur une largeur de douze mètres de part et d’autre de tous les cours d’eau. Cette distance est portée à vingt-cinq mètres dans le cas des sols alluviaux, des sols hydromorphes à nappe temporaire et à nappe permanente, et des sols tourbeux et paratourbeux tels que déterminés par la carte pédologique de Wallonie ») ;
- la création d'un Conseil supérieur wallon des forêts et de la filière bois (au fonctionnement déterminé par le Gouvernement) ;
- Une cellule d’inventaire permanent des ressources forestières (au sein du ministère de la Région wallonne) qui doit récolter et mettre à disposition « des données relatives à l’état ainsi qu’à l’évolution de paramètres quantitatifs et qualitatifs portant sur la production ligneuse, la santé des peuplements, la biodiversité et les conditions écologiques du milieu »[3], en propriété publique ou privée (avec confidentialité des données recueillies, et information préalable du propriétaire au plus tard une semaine à l’avance avant l'inventaire qui doit se faire entre le lever et le coucher du soleil).

Bien que l'équilibre sylvo-cynégétique soit important pour la forêt, les aspects cynégétiques de la forêt ne sont pas abordés dans ce code, parce que traités dans d'autres réglementations (chasse et faune sauvage). Le code impose cependant que le plan d'aménagement des bois de plus de 20 ha des personnes morales de droit public détermine et hiérarchise « des objectifs spécifiques de gestion durable des bois et forêts, y compris l’équilibre entre la faune et la flore ».
Ce code s'applique à tous les massifs forestiers, mais aussi aux « terrains accessoires des bois et forêts » boisés (espaces couverts d’habitats naturels, dépôts de bois, gagnages, marais, étangs, coupe-feu) ; aux parcs ou vergers à graines produisant du « matériel de reproduction générative » et/ou des pieds-mères ou des « explants de base pour le matériel de reproduction végétative ». Sont exclus de l'application du code les boisements gérés par l’État à des fins militaires ou pénitentiaires, ceux situés en zone de parc, en zone d’habitat ou en zone d’habitat à caractère rural au plan de secteur ; les plantations d’alignement ou rideaux d’arbres ou d’arbrisseaux (jusqu'à 10 m de large ; calculé à partir du centre des pieds, en bordure de voiries ou parcelle agricole), sauf s'ils bordent des sentiers ou chemins. Il précise explicitement les domaines éligibles aux subventions gouvernementales, dont « les travaux destinés au maintien ou au développement de la biodiversité » ou « le groupement ou le regroupement, en gestion ou en propriété ». Le gouvernement peut organiser un régime d’agrément des acheteurs, exploitants de coupe ou de produits de la forêt et entrepreneurs de travaux forestiers (Art. 51). L'article 58 impose de décliner la directive 2001/42/CE relative à l’évaluation des incidences de certains plans et programmes sur l’environnement et la directive 2003/35/CE sur la participation du public lors de l’élaboration de certains plans et programmes relatifs à l’environnement, via notamment l'enquête publique sur le projet de plan d’aménagement. Ce plan est obligatoire et le Gouvernement se substitue au propriétaire s’il n’a pas adopté un plan d’aménagement dans les délais (Art 63) et dans les bois publics classés en réserve naturelle domaniale ou agréée, en réserve forestière, zone Natura 2000 ou dans un parc naturel le plan d’aménagement existant doit être révisé et rendu conforme aux règles et objectifs de ces statuts.

## Le code forestier français

### Histoire
En 1291, Philippe le Bel crée l'administration des eaux et forêts mais jusqu'au XIVe siècle, les forêts françaises ont été exploitées sans aucune réglementation. À l'époque, le bois est utilisé principalement pour se chauffer mais avec l'accroissement de la population, les réserves en bois commencent à baisser. À tel point qu'en 1346, Philippe de Valois instaure le premier code forestier.
Malgré ce premier code, en 1520, la forêt ne représente plus que 25 % du territoire national. Au XVIIe siècle, Colbert et Louis XIV ont besoin de bois pour les constructions de maisons et de bateaux. De 1661 à 1669, un nouveau code est élaboré visant à réorganiser l'exploitation sylvicole et en assurer la pérennité.
Malgré ces mesures, en 1827, à l'aube de la révolution industrielle, la forêt ne constitue plus que 16 % du territoire français et un nouveau code est promulgué qui restreint les droits d'usage des paysans sur les forêts et qui déclenche notamment la « guerre des Demoiselles » en Ariège (1829 - 1832). Comme en témoigne Daniel Peter dans son ouvrage Naître, vivre et mourir dans l'Outre Forêt (p. 254), ce nouveau code « prive en effet un certain nombre d'habitants de bois mort pour le chauffage, de feuilles mortes utilisées pour les animaux dans les étables ou comme engrais, de bruyères et de genêts qui servent de fourrage, du pacage pour le bétail et de la cueillette des baies et fruits sauvages et de champignons ».
Au XXe siècle, la loi du 8 mai 1951 (loi 51-516 relative à la procédure de codification des textes législatifs concernant les forêts) clarifie le code de 1827 « à l'exclusion de toute modification de fond », précise l'article 2, pour y compiler tous les textes régissant la forêt. Le décret 52-1200 du 29 octobre 1952 portant sur la codification des textes législatifs concernant la forêt constitue donc le remaniement le plus important depuis 1827, en élargissant les sujets traités par le code.
Un second décret modificateur notable (décret n°79-113 du 25 janvier 1979) est intervenu notamment pour moderniser le système de numérotation. Celui-ci a de nouveau été modifié en 2012 (ordonnance n°2012-92 du 26 janvier 2012 et décret n°2012-836 du 29 juin 2012), en lien avec une modernisation de la rédaction.